# Hereford F.C.
Hereford FC là một câu lạc bộ bóng đá có trụ sở tại Hereford, Anh. Thành lập vào năm 2014, đội bóng hiện chơi tại National League North và có sân nhà ở Edgar Street

## Danh hiệu
- Southern Football League Premier Division
  - Nhà vô địch mùa giải 2017–18
- Southern Football League Division One South & West
  - Nhà vô địch mùa giải 2016–17
  - Nhà vô địch Southern Football League mùa giải 2016–17
- Midland Football League Premier Division
  - Nhà vô địch mùa giải 2015–16[1]
- Herefordshire County Cup
  - Nhà vô địch các mùa giải 2015–16, 2016–17, 2017–18[2]
- Midland Football League Cup
  - Nhà vô địch mùa giải 2015–16[3]
- FA Trophy
  - Á quân mùa giải 2020–21
- FA Vase
  - Á quân mùa giải 2015–16